# Cremenaga
Cremenaga település Olaszországban, Varese megyében. Lakosainak száma 786 fő (2023. január 1.). Cremenaga Cadegliano-Viconago, Cugliate-Fabiasco, Luino, Montegrino Valtravaglia és Monteggio községekkel határos.

## Népesség
A település népességének változása:
| Lakosok száma | 829  | 815  | 786  |
|               | 2017 | 2018 | 2023 |